# 春風亭柳枝 (9代目)
九代目 春風亭 柳枝（くだいめ しゅんぷうてい りゅうし、1981年（昭和56年）8月23日 - ）は、落語家。落語協会所属。本名：小杉 学史。出囃子は『都囃子』。名跡「春風亭柳枝」の当代である。

## 経歴
東京都目黒区出身。安田学園中学校・高等学校、明治学院大学文学部芸術学科卒業。
2006年4月、春風亭正朝に入門。前座となり正太郎を名乗る。2009年11月、三遊亭めぐろ、古今亭大五朗（廃業）と共に二ツ目昇進。
2021年3月下席より弁財亭和泉、柳亭燕三、柳家㐂三郎、三遊亭れん生（めぐろ改め）と共に真打に昇進し、同時に九代目春風亭柳枝を襲名、3月21日の鈴本演芸場での襲名披露興行初日に九代目柳枝として初高座を務めた。
感染症予防のため数回にわたり延期されていた真打昇進披露宴は、2023年9月28日に帝国ホテルに500人あまりの来賓を招き、スペシャルゲストにさだまさしを迎えて開催された。

## 芸歴
- 2006年
  - 4月∶春風亭正朝に入門。
  - 11月∶前座となる。前座名「正太郎」。
- 2009年11月∶二ツ目昇進。
- 2021年3月∶真打昇進、「九代目春風亭柳枝」を襲名。

## 受賞歴
- 2015年3月 第14回さがみはら若手落語家選手権 優勝
- 2015年9月 第26回北とぴあ若手落語家競演会 優勝
- 2016年10月 読売杯争奪 激突!二ツ目バトル 優勝
- 2023年3月 令和4年度花形演芸大賞 銀賞[8]
- 2023年12月 令和5年度花形演芸大賞 金賞[9]
- 2025年3月 令和6年度花形演芸大賞 金賞[10]

## 人物
趣味は漫画、似顔絵を描くこと、読書、古典ミステリー研究、映画鑑賞。
安田学園高等学校の先輩には立川龍志、3代目古今亭圓菊がいる。
アマチュア落語時代、「波雷亭可ん朝」の高座名で活動していた。
正太郎時代に「名前から春風亭昇太の弟子と間違われる事がある」とNHKラジオ「すっぴん!」の番組コーナー内で語っている。
気象予報士の小杉浩史は弟。一男の父。
2011年10月、東日本大震災直後の福島県いわき市による農作物放射線物質測定結果を公表する「見せます! いわき情報局」の特別委員に任命され、柳家一琴（隊長）、林家彦丸、柳家小太郎と共に野菜のおいしさと安全性を届けるPR活動に活躍した。
春風亭柳枝襲名の際には、三谷北町会青年部より祝いの横断幕が東急東横線学芸大学駅西口商店街入口に掲げられた。
演じる人が少なくなっていた柳枝の大師匠にあたる春風亭柳朝（5代目）の新作落語「駆込寺」（作：鈴木みちを）を発掘、積極的に演じている。柳枝は金原亭馬久・春風亭一花夫妻にもこの噺の稽古をつけ、一花はNHK新人落語大賞（2024年）で披露、準優勝した。
2024年1月1日に発生した能登半島地震(2024年)に際して復興支援「能登応援落語会・チャリ亭」プロジェクトを立ち上げ発起人総代表となる。柳亭小痴楽（3代目）、柳亭小燕枝（8代目）と共に1月12日に記者会見を行い、１月20日～2月22日まで流派を越えたのべ出演者50人による３会場16公演（追加公演含む）の落語会が催された。入場料や募金、会場オークションなどで合計5,091,986円が集まり、募金は柳枝と縁が深いさだまさしが立ち上げた「風に立つライオン基金」に寄付された。

## 演目
- 明烏
- 愛宕山
- 井戸の茶碗
- 鰻の幇間
- 火焔太鼓
- 笠碁
- 甲府い
- 子別れ
- 佐々木政談
- 三枚起請
- 三方一両損
- 七段目
- 死神
- 芝浜
- 千両蜜柑
- 徂徠豆腐
- 大工調べ
- 茶金
- 佃祭
- 転宅
- 唐茄子屋政談
- 鼠穴
- 野ざらし
- 浜野矩随
- 船徳
- 文七元結
- 妾馬
- 百川
- 宿屋の富
- 夢金

## 出囃子
- お若いの（2006年 - 2021年）
- 都囃子（2021年 - ）

## 出演

### インターネット
- お台場寄席DOUGA（フジテレビ無料動画サイト「見参楽（みさんが！）」）

### テレビ
- 今夜も生でさだまさし（NHK総合、2018年3月24日）
- OH!バンデス（ミヤテレ、2024年3月27日） - 同番組にレギュラー出演している弟の小杉浩史と初共演。
- 桂文枝の演芸図鑑（NHK総合、2025年5月11日） - 「権助魚」

### ラジオ
- すっぴん! (NHKラジオ第一放送、「ひざウチ!ふちオニ!」プレゼンター 〈隔週〉、2018年4月9日 - 2019年3月22日）
- みらいブンカ village『落語家が、何か面白いこと言ってるよ』（文化放送、2019年10月31日）
- くにまる食堂（文化放送、2022年5月27日）